# Remist
Remist (latinski Remistus) († Ravenna, 17. rujna 456.) bio je glavni zapovjednik vojske, magister militum Zapadnog Rimskog Carstva.
Bio je general Zapadnog Rimskog Carstva, glavni zapovjednik vojske cara Avita.

## Životopis
Iz njegovog germanskog imena vidljivo je da je bio Vizigot. 456. je godine dosegao visoki vojni položaj na ljestvici za vrijeme cara Avita. Vjerojatno ga je on postavio za magistera milituma. Remist je dobio status patriciusa: bio je prvi magister militum od smrti Flavija Aecija 454. i prvi barbar koji je bio magister militum.
Novimenovani general se smjestio u glavnom gradu Zapadnog Rimskog Carstva (od 402. godine) Ravenni sa skupinom Gota. Te je iste godine Avit kojem se suprotstavljao rimski Senat odlučio napustiti Italiju te otići u rodnu Galiju radi prikupljanja pojačanja. Remist je ostao da bi kontrolirao Italiju. Srazio se sa senatskom vojskom koju je predvodio talijanski magister militum Ricimer te je bio prisiljen vratiti se u Ravenu. Nakon opsade, zarobljen je te smaknut u palači in Classis koja se nalazila odmah izvan grada.
Sljedećeg je mjeseca car Avit svrgnut i smaknut.